# مارسل بلوستین-بلانشت
مارسل بلوستین-بلانشت (به انگلیسی: Marcel Bleustein-Blanchet) (زاده ۱۲ اوت ۱۹۰۶ - درگذشته ۱۱ آوریل ۱۹۹۶) کارآفرین فرانسوی بود، که در سال ۱۹۲۶ شرکت پوبلیسیز را تأسیس نمود. این شرکت هم‌اکنون به عنوان سومین بنگاه تبلیغاتی جهان شناخته می‌شود.

## فرح پهلوی و بنیاد بلوستین-بلانشت
سال ۱۳۵۱ خورشیدی مصادف با ۱۹۷۲ میلادی دفتر شهبانوی ایران به علینقی کنی دستور داد ۱۲ هزار فرانک در اختیار بنیاد فرانسوی مارسل بلوستین-بلانشت برای کارآفرینی Fondation Marcel-Bleustein-Blanchet pour la vocation بگذارد و این بنیاد نیز بورس سالانه خود را به نام فرح پهلوی نام‌گذاری کرد.